# Skłody-Piotrowice
Skłody-Piotrowice – wieś w Polsce położona w województwie mazowieckim, w powiecie ostrowskim, w gminie Zaręby Kościelne.
W skład sołectwa wchodzą trzy wsie: Świerże-Kończany, Świerże Zielone i Skłody-Piotrowice.
W latach 1975–1998 miejscowość administracyjnie należała do województwa łomżyńskiego.
16 czerwca 2019 r. w Skłodach-Piotrowicach Aleksandra i Hieronim Skłodowscy zostali upamiętnieni w ramach projektu „Zawołani po imieniu” Instytutu Pileckiego.